# هاينس فينك
هاينس فينك (بالإيطالية: Hannes Fink)‏ هو لاعب كرة قدم إيطالي، ولد في 6 أكتوبر 1989 في بولسانو في إيطاليا. لعب مع نادي سودتيرول.